# جاستن هيل
جاستن هيل (بالإنجليزية: Justin Hill)‏ (1971، فريبورت في باهاماس)؛ روائي بريطاني.